# August Malotki von Trzebiatowski
Gustav August Wilhelm Malotki von Trzebiatowski (* 7. November 1808 in Klein Bölkau bei Danzig; † 21. Juli 1873 in Weilburg) war ein preußischer Generalleutnant.

## Leben

### Herkunft
Er entstammte dem Adelsgeschlecht Malotki und war ein Sohn des Rittmeisters und Ritter des Ordens Pour le Mérite August Ferdinand Konstantin von Malotki (1782–1852) und dessen Ehefrau Caroline, geborene von Manteuffel-Kielpinski (1783–1868).

### Militärkarriere
Malotki besuchte ab 1824 die Kadettenanstalt Berlin und wurde am 30. März 1827 als Sekondeleutnant dem 24. Infanterieregiment der Preußischen Armee überwiesen. 1830/31 war er als Lehrer an der Divisionsschule der 6. Division tätig und absolvierte von Oktober 1832 bis Juli 1835 die Allgemeine Kriegsschule. Bis Dezember 1848 stieg er zum Hauptmann und Kompaniechef auf. 
Als solcher nahm Malotki 1849 während der Niederschlagung der revolutionären Unruhen an den Straßenkämpfen in Dresden und Iserlohn teil. Im Anschluss daran wurde sein Regiment nach Baden verlegt, um auch hier an der Niederschlagung der Revolution eingesetzt zu werden. Dabei nahm Malotki an den Gefechten bei Wiesenthal, Kirchheimbolanden und Kuppenheim teil.
Im Februar 1855 erfolgte seine Beförderung zum Major und die Ernennung zum Kommandeur des III. Bataillons (Sorau) des 12. Landwehrregiments. 1857 wurde er Bataillonskommandeur im 7. Infanterieregiment und 1859 Kommandeur des Füsilierbataillons diese Regiments. 1859 wurde Malotki zum Oberstleutnant befördert und erhielt 1860 die Führung des 9. kombinierten Infanterieregiments. Im selben Jahr wurde er dann Kommandeur des Infanterieregiments Nr. 49 und 1861 schließlich zum Oberst. Unter Stellung à la suite seines Regiments ernannte man Malotki am 18. April 1865 zum Kommandeur der 3. Infanterie-Brigade. Zwei Monate später wurde er in dieser Stellung zum Generalmajor befördert.
Im Deutschen Krieg nahm Malotki 1866 an den Kämpfen bei Trautenau, Tobitschau und Königgrätz teil. Am 14. Januar 1868 wurde er unter Verleihung des Charakters als Generalleutnant mit Pension zur Disposition gestellt. Für die Dauer des mobilen Verhältnisses anlässlich des Krieges gegen Frankreich wurde Malotki 1870/71 wiederverwendet. Als General-Etappen-Inspekteur der 1. Armee nahm er an der Einnahme von Amiens teil und wurde dafür mit dem Eisernen Kreuz II. Klasse ausgezeichnet. Nachdem er nach dem Friedensschluss wieder inaktiv gestellt worden war, erhielt Malotki am 28. September 1871 den Stern zum Roten Adlerorden II. Klasse mit Eichenlaub und Schwertern.

### Familie
Er vermählte sich vor 1835 mit Ernestine von Alvensleben aus dem Hause Redekin (1808–1881). Aus der Ehe gingen zwei Söhne und eine Tochter hervor.

## Auszeichnungen
- Roter Adlerorden IV. Klasse mit Schwertern am 9. Juni 1849
- Ritterkreuz des Militär-St.-Heinrichs-Ordens am 14. Juni 1849
- Ritterkreuz des Österreichisch-kaiserlichen Leopold-Ordens am 22. Juni 1849
- Roter Adlerorden III. Klasse mit Schwertern am 20. September 1849
- Ritterkreuz des Ordens vom Zähringer Löwen am 27. Oktober 1849
- Russischer Orden der Heiligen Anna II. Klasse am 29. April 1865